# Arrigo Sacchi
Arrigo Sacchi (* 1. April 1946 in Fusignano, Provinz Ravenna) ist ein ehemaliger italienischer Fußballspieler und -trainer. Als Cheftrainer der AC Mailand gewann er den Europapokal der Landesmeister 1988/89 und 1989/90. 1994 wurde er als Trainer der italienischen Nationalmannschaft Vizeweltmeister.

## Karriere
Sacchi, der den Beruf des Buchhalters erlernte, spielte selbst Fußball als Amateur, galt als durchschnittlicher Spieler, ohne große Erfolge mit seinen Klubs zu feiern. 1982 gab er bei Rimini Calcio in der Serie C1 sein Debüt als Trainer. 1986 führte er den AC Parma in die Serie B und sorgte für Aufmerksamkeit, als er mit seinem Club in der Coppa Italia der Saison 1986/87 die AC Mailand bezwang. Daraufhin verpflichtete ihn Milan-Präsident Silvio Berlusconi als Trainer der Rossoneri.
Arrigo Sacchi prägte einen neuen Offensivstil, den die Serie A in dieser Form selten erlebt hatte. Er setzte dabei vor allem auf die innovativen Elemente Pressing und Raumdeckung. Sacchis taktische Herangehensweise wurde als Revolution im italienischen Fußball eingestuft. Um seine Rolle als Reformator zu beschreiben, nannte ihn die Schweizer Fachzeitung Sport den Gorbatschow des Fußballs. Mit Kapitän und Abwehrorganisator Franco Baresi, dem jungen offensiven Außenverteidiger Paolo Maldini und dem holländischen Duo Ruud Gullit und Marco van Basten gewann er gleich in seiner ersten Saison die Italienische Meisterschaft. Ein Jahr später, mit Frank Rijkaard war ein weiterer Niederländer hinzugekommen, holte die Mannschaft den Europapokal der Landesmeister, den die Norditaliener 1989/90 verteidigen konnten. 1989 und 1990 gewann Sacchi außerdem zweimal den Weltpokal und Europäischen Supercup. Er wurde als modernster Trainer Italiens gefeiert.
Dies führte dazu, dass Sacchi 1991 die AC Mailand verließ und zum Trainer der italienischen Nationalmannschaft ernannt wurde, die in einer Krise steckte, da sie sich nicht für die Fußball-Europameisterschaft 1992 in Schweden qualifizieren konnte. Sacchi baute auf seine italienischen Stars der AC Mailand, was ihm jedoch fehlte, waren die holländischen Stars, so dass die Nationalmannschaft nicht den von Sacchi gewollten Offensivfußball umsetzen konnte. Die Qualifikation zur Fußball-Weltmeisterschaft 1994 in den USA wurde dennoch erreicht. Das Turnier begann mit einer Enttäuschung. Italien verlor gegen Irland mit 0:1. Die Mannschaft überstand jede Runde knapp, konnte sich unter anderem dank der Tore von Roberto Baggio bis ins Finale vorspielen. Im Finale gegen Brasilien kam es zum Elfmeterschießen, bei dem Baresi und Baggio zu den tragischen Helden wurden, indem sie ihre Elfmeter vergaben und so den Brasilianern zum vierten Mal den Gewinn des Titels ermöglichten.
Zwei Jahre später, bei der Fußball-Europameisterschaft 1996 in England, enttäuschte die Sacchi-Elf die Fans. Die Italiener schieden in der Vorrunde aus und konnten nie wirklich überzeugen.
Sacchi wurde nach diesem Misserfolg durch Cesare Maldini ersetzt und versuchte sich bei Vereinen wie Atlético Madrid und der AC Parma wieder als Vereinstrainer, jedoch ohne den Erfolg, den er mit der AC Mailand erreicht hatte.
Ab dem 21. Dezember 2004 war Sacchi Sportdirektor von Real Madrid. Am 6. Dezember 2005 kündigte er seinen Abschied zum Jahresende an.

## Erfolge als Trainer
Nationalmannschaft 
- Vize-Weltmeister: 1994

 AC Mailand 
- Italienischer Meister: 1987/88
- Europapokal der Landesmeister: 1988/89, 1989/90
- Italienischer Supercup: 1988
- UEFA Super Cup: 1989, 1990
- Weltpokal: 1989, 1990

Persönliche Auszeichnungen
- World Soccer Trainer des Jahres: 1989
- 2011 Aufnahme in die Hall of Fame des Italienischen Fußballs
- UEFA President’s Award: 2022